# Bataille de Morlaix (1522)
Pour les articles homonymes, voir Bataille de Morlaix.
La bataille de Morlaix est une bataille de la Sixième guerre d'Italie qui se déroula le 22 juillet 1522 à Morlaix.

## Historique

### Circonstances
En 1520, à la suite de l'échec de la rencontre du Camp du Drap d'Or, les relations entre les royaumes de France et d'Angleterre se dégradent et débouchent sur un rapprochement de cette dernière avec l'Espagne de Charles Quint.

### Flotte anglaise
Ainsi, en 1522, une flotte anglaise attaque Cherbourg puis se dirige vers Morlaix où elle arrive début juillet. Le jour de l'attaque est choisi en fonction de la foire de Noyal, qui durait huit jours. Ainsi, tous les notables et surtout les soldats sont absents laissant la ville sans défense.
Une flotte de 60 navires s'approche de la côte et débarque plusieurs centaines d'hommes déguisés en marchands pour ne pas éveiller la curiosité. La nuit venue, ils se dirigent vers la ville où ils ne rencontrent aucune résistance. Dans le même temps, les navires remontent la rivière afin de débarquer directement des hommes dans la ville. Un prêtre seul veut se mettre sur la défensive, et armé d'une arquebuse, il tue cinq à six Anglais. Bientôt il succombe sous le nombre.

### Pillage de Morlaix
Des paysans des environs s'y opposent, en interceptant le chenal au moyen d'une dizaine d'arbres dans la forêt de Cuburien qu'ils abattent et y jettent précipitamment pour faire barrage dans la Rivière de Morlaix aux bateaux anglais qui revenaient de cette ville chargés de butin. Les Anglais sont bloqués par des arbres abattus dans le lit de la rivière, cependant ils peuvent regagner leurs vaisseaux. C'est probablement alors que le Monastère de Saint-François de Cuburien est incendié, ce qui explique la reconstruction de l'église conventuelle datée de 1527.
Ayant pris la ville, les Anglais se livrent au pillage, incendient les maisons et massacrent les habitants qui n'ont pu fuir. Ils appellent leurs embarcations pour y transporter le butin. Le plus grand nombre des Anglais se retire sur leur vaisseau.

### Les troupes de Guy XVI de Laval
Le lendemain, prévenus par les habitants en fuite, les soldats de Guy XVI de Laval arrivent sur les lieux afin d'en chasser l'ennemi.
Ces derniers, environ 600 à 700, ayant découvert des victuailles et de nombreux fûts de vins avait fêté la victoire toute la nuit et dormait, la plupart des soldats enivrés. Les Français massacrent tous les Anglais qu'ils trouvent, ces derniers offrant peu de résistance du fait des libations de la nuit précédente.
Le comte tombe sur les derniers qu'il trouve arrêtés dans un bois voisin de la mer, les taille en pièces et reprend le butin dont ils s'étaient emparés. Il en fait un tel carnage, qu'une fontaine voisine, rougie ce jour-là du sang des ennemis, reçut et conserve le nom de Feunteun ar Saozon, fontaine des Saxons ou des Anglais.

### Le château du Taureau
À la suite de cet évènement, il est décidé la construction du château du Taureau en baie de Morlaix. La résistance des habitants de Morlaix est rapidement colportée en un héroïque fait d'armes, probablement exagéré par rapport à une réalité probablement moins sanglante que ce qu'en dit un chroniqueur affirmant que le sang des envahisseurs jaillissait des fontaines.